# 4º Jamboree mondiale dello scautismo
Il 4º Jamboree mondiale dello scautismo si tenne a Gödöllő in Ungheria dal 1 al 15 agosto 1933. Il jamboree fu aperto da Robert Baden-Powell e il capo campo fu Pál Teleki membro del comitato internazionale dello scautismo che diventerà poi primo ministro dell'Ungheria. Sul distintivo ufficiale del jamboree era raffigurato un cervo bianco simbolo dell'Ungheria che, secondo Baden-Powell, interpretava benissimo gli ideali dello scautismo.